# Persone di nome Stephen
| Questa pagina contiene informazioni ricavate automaticamente dalle voci biografiche con l'ausilio del template Bio e di un bot. L'aggiornamento è periodico e automatico e ricostruisce completamente la pagina. Se manca una persona in questa lista, sei pregato di non aggiungerla, ma accertati piuttosto che la sua voce biografica contenga il template Bio e che i dati anagrafici siano correttamente compilati. Se il template Bio manca, inseriscilo tu stesso o, in alternativa, metti l'avviso {{tmp\|Bio}} che ne segnala la mancanza. Se i dati riportati sono sbagliati, correggi direttamente la voce biografica; le modifiche saranno visibili in questa lista entro pochi giorni. Per chiarimenti vedi il progetto antroponimi. La lista contiene solo le 664 persone che sono citate nell'enciclopedia e per le quali è stato implementato correttamente il template Bio. Pagina aggiornata al 22 lug 2025. |

Questa è una lista di persone presenti nell'enciclopedia che hanno il nome Stephen, suddivise per attività principale.

## Allenatori di calcio(29)
- Steve Anthrobus, allenatore di calcio e ex calciatore inglese (Lewisham, n. 1968)
- Steve Bloomer, allenatore di calcio, giocatore di baseball e calciatore inglese (Cardley, n. 1874 - Derby, † 1938)
- Steve Bould, allenatore di calcio e ex calciatore inglese (Stoke-on-Trent, n. 1962)
- Stephen Bradley, allenatore di calcio e ex calciatore irlandese (Dublino, n. 1984)
- Steve Bruce, allenatore di calcio e ex calciatore inglese (Corbridge, n. 1960)
- Steve Chettle, allenatore di calcio e ex calciatore inglese (Nottingham, n. 1968)
- Steve Claridge, allenatore di calcio e ex calciatore inglese (n. 1966)
- Steve Clarke, allenatore di calcio e ex calciatore scozzese (Saltcoats, n. 1963)
- Stephen Clemence, allenatore di calcio e ex calciatore inglese (Liverpool, n. 1978)
- Stephen Constantine, allenatore di calcio e ex calciatore inglese (Londra, n. 1962)
- Steve Corica, allenatore di calcio e ex calciatore australiano (Innisfail, n. 1973)
- Steve Cotterill, allenatore di calcio e ex calciatore inglese (Cheltenham, n. 1964)
- Stephen Craigan, allenatore di calcio e ex calciatore nordirlandese (Newtownards, n. 1976)
- Stevie Crawford, allenatore di calcio e ex calciatore scozzese (Dunfermline, n. 1974)
- Steve Evans, allenatore di calcio e ex calciatore scozzese (Glasgow, n. 1962)
- Stephen Frail, allenatore di calcio e ex calciatore scozzese (Glasgow, n. 1969)
- Steve Gammon, allenatore di calcio e ex calciatore gallese (Swansea, n. 1939)
- Steve Gatting, allenatore di calcio e ex calciatore inglese (Londra, n. 1959)
- Stephen Glass, allenatore di calcio e ex calciatore scozzese (Dundee, n. 1976)
- Stephen Hart, allenatore di calcio e ex calciatore trinidadiano (San Fernando, n. 1960)
- Stephen Kenny, allenatore di calcio irlandese (Dublino, n. 1971)
- Stephen Keshi, allenatore di calcio e calciatore nigeriano (Lagos, n. 1962 - Benin City, † 2016)
- Stephen McManus, allenatore di calcio e ex calciatore scozzese (Lanark, n. 1982)
- Stephen Negoesco, allenatore di calcio e calciatore statunitense (New Jersey, n. 1925 - San Francisco, † 2019)
- Stephen O'Donnell, allenatore di calcio e ex calciatore irlandese (Galway, n. 1986)
- Stephen Robinson, allenatore di calcio e ex calciatore nordirlandese (Lisburn, n. 1974)
- Steve Staunton, allenatore di calcio e ex calciatore irlandese (Drogheda, n. 1969)
- Steve Walford, allenatore di calcio e ex calciatore inglese (Highgate, n. 1958)
- Steve White, allenatore di calcio e ex calciatore inglese (Chipping Sodbury, n. 1959)

## Allenatori di football americano(2)
- Steve Mariucci, allenatore di football americano statunitense (Iron Mountain, n. 1955)
- Steve Owen, allenatore di football americano e giocatore di football americano statunitense (Cleo Springs, n. 1898 - New York, † 1964)

## Allenatori di pallacanestro(5)
- Steve Breheny, allenatore di pallacanestro e ex cestista australiano (Melbourne, n. 1954)
- Steve Fisher, allenatore di pallacanestro statunitense (Herrin, n. 1945)
- Steve Kerr, allenatore di pallacanestro, dirigente sportivo e ex cestista statunitense (Beirut, n. 1965)
- Steve Konchalski, allenatore di pallacanestro canadese (Queens, n. 1945)
- Stephen Silas, allenatore di pallacanestro e ex cestista statunitense (Boston, n. 1973)

## Allenatori di tennis(1)
- Stephen Huss, allenatore di tennis e ex tennista australiano (Bendigo, n. 1975)

## Ammiragli(1)
- Stephen Decatur, ammiraglio statunitense (Sinepuxent, n. 1779 - Washington, † 1820)

## Animatori(1)
- Stephen J. Anderson, animatore e sceneggiatore statunitense (Atlanta, n. 1970)

## Antiquari(1)
- Stephen Weston, antiquario, presbitero e letterato inglese (n. 1747 - † 1830)

## Arcivescovi cattolici(2)
- Stephen Langton, arcivescovo cattolico e cardinale inglese (Langton near Spilsby - Slindon, † 1228)
- Stephen Naidoo, arcivescovo cattolico sudafricano (Città del Capo, n. 1937 - Città del Capo, † 1989)

## Artisti(3)
- Stephen Kaltenbach, artista statunitense (Battle Creek, n. 1940)
- Stephen Partridge, artista inglese (Leicester, n. 1953)
- Stephen Wiltshire, artista britannico (Londra, n. 1974)

## Artisti marziali misti(1)
- Stephen Thompson, artista marziale misto e kickboxer statunitense (Simpsonville, n. 1983)

## Astronauti(4)
- Stephen Bowen, astronauta statunitense (Cohasset, n. 1964)
- Stephen Frick, ex astronauta e ingegnere statunitense (Pittsburgh, n. 1964)
- Stephen Oswald, ex astronauta statunitense (Seattle, n. 1951)
- Stephen Robinson, ex astronauta statunitense (Sacramento, n. 1955)

## Astronomi(7)
- Stephen Groombridge, astronomo britannico (Goudhurst, n. 1755 - Blackheath, † 1832)
- Stephen M. Larson, astronomo statunitense
- Stephen P. Laurie, astronomo britannico
- Stephen Levine, astronomo statunitense (n. 1965)
- Stephen L. Salyards, astronomo statunitense
- Stephen Singer-Brewster, astronomo statunitense (n. 1945)
- Stephen Synnott, astronomo statunitense (n. 1946)

## Atleti paralimpici(4)
- Stephen Brunt, ex atleta paralimpico britannico (Bath, n. 1960)
- Stephen Eaton, atleta paralimpico australiano (Toowoomba, n. 1975)
- Stephen Payton, ex atleta paralimpico britannico (Uphall, n. 1977)
- Stephen Wilson, ex atleta paralimpico australiano (Sydney, n. 1971)

## Attivisti(3)
- Stephen Biko, attivista sudafricano (Tarkastad, n. 1946 - Pretoria, † 1977)
- Stephen Corry, attivista britannico (Malesia, n. 1951)
- Donny the Punk, attivista statunitense (Utica, n. 1946 - † 1996)

## Bassisti(2)
- Steve Harris, bassista, compositore e produttore discografico britannico (Londra, n. 1956)
- Steve Mackey, bassista e produttore discografico britannico (Sheffield, n. 1966 - † 2023)

## Batteristi(7)
- Steve Coy, batterista britannico (Liverpool, n. 1962 - Bogliasco, † 2018)
- Steve Ferrone, batterista britannico (Brighton, n. 1950)
- Steve Gadd, batterista statunitense (Rochester, n. 1945)
- Steve Jocz, batterista e cantante canadese (Ajax, n. 1981)
- Paul Motian, batterista, compositore e musicista statunitense (Filadelfia, n. 1931 - New York, † 2011)
- Stephen Perkins, batterista e percussionista statunitense (Los Angeles, n. 1967)
- Stephen van Haestregt, batterista olandese (n. 1975)

## Biologi(1)
- Stephen Jay Gould, biologo, zoologo e paleontologo statunitense (New York, n. 1941 - New York, † 2002)

## Botanici(2)
- Stephen Hales, botanico, chimico e teologo inglese (Bekesbourne, n. 1677 - Teddington, † 1761)
- Stephen Hopper, botanico australiano (Ballina, n. 1951)

## Canoisti(3)
- Stephen Giles, canoista canadese (Saint Stephen, n. 1972)
- Stephen Lysak, canoista statunitense (Newark, n. 1912 - Yonkers, † 2002)
- Stephen Macknowski, canoista statunitense (Yonkers, n. 1922 - † 2013)

## Canottieri(5)
- Stephen Hawkins, canottiere australiano (Hobart, n. 1971)
- Steve Redgrave, canottiere britannico (Marlow, n. 1962)
- Stephen Rowbotham, canottiere britannico (Swindon, n. 1981)
- Steve Trapmore, ex canottiere britannico (Londra, n. 1975)
- Steve Williams, canottiere britannico (Leamington Spa, n. 1976)

## Cantanti(11)
- Stevie Brock, cantante pop statunitense (Dayton, n. 1990)
- Static Major, cantante statunitense (Louisville, n. 1974 - Louisville, † 2008)
- Stephen Malkmus, cantante e chitarrista statunitense (Santa Monica, n. 1966)
- Stephen Marley, cantante, chitarrista e produttore discografico giamaicano (Wilmington, n. 1972)
- Stephen Pearcy, cantante statunitense (Long Beach, n. 1956)
- Steve Perry, cantante, polistrumentista e compositore statunitense (Hanford, n. 1949)
- Stephen Sanchez, cantante statunitense (El Dorado Hills, n. 2002)
- Stephen Ackles, cantante e musicista norvegese (Brevik, n. 1966 - Follo, † 2023)
- Steve Von Till, cantante e chitarrista statunitense (San Francisco, n. 1969)
- Steve Winwood, cantante, compositore e polistrumentista britannico (Birmingham, n. 1948)
- Stevie Wright, cantante britannico (Leeds, n. 1947 - Moruya, † 2015)

## Cantautori(7)
- Stephen Bray, cantautore, batterista e produttore discografico statunitense (Detroit, n. 1956)
- Stephen Christian, cantautore e musicista statunitense (Kalamazoo, n. 1980)
- Steve Edwards, cantautore britannico (Sheffield, n. 1970)
- Stephen Gately, cantautore e attore irlandese (Dublino, n. 1976 - Andratx, † 2009)
- Steve Harley, cantautore e musicista britannico (Deptford, n. 1951 - Clare, † 2024)
- Stephen Stills, cantautore, chitarrista e polistrumentista statunitense (Dallas, n. 1945)
- Wrabel, cantautore e paroliere statunitense (New York, n. 1989)

## Cardinali(5)
- Stephen Brislin, cardinale e arcivescovo cattolico sudafricano (Welkom, n. 1956)
- Stephen Chow Sau-yan, cardinale, vescovo cattolico e religioso cinese (Hong Kong, n. 1959)
- Stephen Fumio Hamao, cardinale e arcivescovo cattolico giapponese (Tokyo, n. 1930 - Tokyo, † 2007)
- Stephen Kim Sou-hwan, cardinale e arcivescovo cattolico sudcoreano (Daegu, n. 1922 - Seul, † 2009)
- Stephen Ameyu Martin Mulla, cardinale e arcivescovo cattolico sudsudanese (Ido, n. 1964)

## Cestisti(41)
- Ogo Adegboye, ex cestista nigeriano (Ibadan, n. 1987)
- Steve Alford, ex cestista e allenatore di pallacanestro statunitense (Franklin, n. 1964)
- Stephen Arigbabu, ex cestista e allenatore di pallacanestro tedesco (Hannover, n. 1972)
- Steve Bardo, ex cestista statunitense (Henderson, n. 1968)
- Stephen Black, ex cestista australiano (Melbourne, n. 1980)
- Steve Bracey, cestista statunitense (Brooklyn, n. 1950 - † 2006)
- Stephen Brown, cestista statunitense (Fairfax, n. 1996)
- Stephen Brun, ex cestista francese (Parigi, n. 1980)
- Steve Chubin, ex cestista statunitense (New York, n. 1944)
- Steve Courtin, cestista statunitense (Filadelfia, n. 1942 - St. Augustine, † 2022)
- Stephen Dennis, ex cestista statunitense (West Chester, n. 1987)
- Stephen Domingo, cestista statunitense (San Francisco, n. 1995)
- Jo Jo English, ex cestista statunitense (Francoforte sul Meno, n. 1970)
- Stephen Graham, ex cestista e allenatore di pallacanestro statunitense (Wilmington, n. 1982)
- Stephen Hodge, ex cestista americo-verginiano (Saint Croix, n. 1977)
- Stephen Holt, cestista statunitense (Portland, n. 1991)
- Stephen Howard, ex cestista statunitense (Dallas, n. 1970)
- Stephen Hurt, cestista statunitense (Murfreesboro, n. 1993)
- Stephen Jackson, ex cestista statunitense (Port Arthur, n. 1978)
- Steve Jones, cestista statunitense (Alexandria, n. 1942 - † 2017)
- Steve Kuberski, ex cestista statunitense (Moline, n. 1947)
- Steve Malovic, cestista statunitense (Cleveland, n. 1956 - Phoenix, † 2007)
- Stephen Maxwell, cestista statunitense (Los Angeles, n. 1993)
- Stephen McDowell, ex cestista statunitense (Indianapolis, n. 1985)
- Steve Mitchell, cestista statunitense (Oklahoma City, n. 1952 - Pesaro, † 1978)
- Steve Payne, ex cestista statunitense (Calumet Park, n. 1972)
- Steve Pikiell, ex cestista e allenatore di pallacanestro statunitense (Bristol, n. 1967)
- Steve Previs, ex cestista statunitense (Bethel Park, n. 1950)
- Steve Ross, ex cestista canadese (Kamloops, n. 1980)
- Steve Scheffler, ex cestista statunitense (Grand Rapids, n. 1967)
- Steve Sharkey, cestista statunitense (Schenectady, n. 1918 - Syracuse, † 1995)
- Stephen Sir, ex cestista canadese (Minneapolis, n. 1982)
- Steve Stipanovich, ex cestista e allenatore di pallacanestro statunitense (St. Louis, n. 1960)
- Steve Sullivan, cestista statunitense (Newark, n. 1944 - Londra, † 2014)
- Stephen Thompson, ex cestista e allenatore di pallacanestro statunitense (Los Angeles, n. 1968)
- Stephen Thompson, cestista statunitense (Los Angeles, n. 1997)
- Stephen Vacendak, ex cestista, allenatore di pallacanestro e dirigente sportivo statunitense (Scranton, n. 1944)
- Steve Vasturia, ex cestista statunitense (Filadelfia, n. 1995)
- Steve Wilson, ex cestista statunitense (Richmond, n. 1948)
- Steve Zack, cestista statunitense (New Cumberland, n. 1992)
- Stephen Zimmerman, cestista statunitense (Hendersonville, n. 1996)

## Chitarristi(8)
- Stephen Carpenter, chitarrista statunitense (Sacramento, n. 1970)
- Steve Clark, chitarrista e compositore britannico (Sheffield, n. 1960 - Londra, † 1991)
- Stephen Duffy, chitarrista, paroliere e cantante inglese (Birmingham, n. 1960)
- Stephen Egerton, chitarrista statunitense (n. 1964)
- Steve Howe, chitarrista e compositore britannico (Londra, n. 1947)
- Steve Jones, chitarrista inglese (Londra, n. 1955)
- Stevie Ray Vaughan, chitarrista, cantante e compositore statunitense (Dallas, n. 1954 - East Troy, † 1990)
- Stevie Young, chitarrista scozzese (Glasgow, n. 1956)

## Ciclisti su strada(4)
- Steve Cummings, ex ciclista su strada e pistard britannico (Clatterbridge, n. 1981)
- Stephen Hodge, ex ciclista su strada australiano (Adelaide, n. 1961)
- Stephen Roche, ex ciclista su strada e pistard irlandese (Dublino, n. 1959)
- Stephen Williams, ciclista su strada britannico (Aberystwyth, n. 1996)

## Collezionisti d'arte(1)
- Steve Wynn, collezionista d'arte e imprenditore statunitense (New Haven, n. 1942)

## Combinatisti nordici(1)
- Stephen Schumann, combinatista nordico statunitense (Salt Lake City, n. 2000)

## Comici(3)
- Stephen K. Amos, comico e attore britannico (Londra, n. 1967)
- Stephen Colbert, comico e conduttore televisivo statunitense (Washington, n. 1964)
- Stephen Lynch, comico, musicista e attore statunitense (Abington, n. 1971)

## Compositori(13)
- Stephen Albert, compositore statunitense (New York, n. 1941 - Cape Cod, † 1992)
- Stephen Flaherty, compositore statunitense (Pittsburgh, n. 1960)
- Stephen Foster, compositore statunitense (Pittsburgh, n. 1826 - New York, † 1864)
- Stephen Graziano, compositore statunitense (Fort Worth, n. 1954)
- Steve Hackett, compositore, chitarrista e cantante britannico (Londra, n. 1950)
- Stephen Heller, compositore e pianista ungherese (Pest, n. 1813 - Parigi, † 1888)
- Stephen McKeon, compositore irlandese (n. 1962)
- Stephen Montague, compositore statunitense (Syracuse, n. 1943)
- Steve Reich, compositore statunitense (New York, n. 1936)
- Stephen Scott, compositore statunitense (Corvallis, n. 1944 - † 2021)
- Stephen Sondheim, compositore, paroliere e drammaturgo statunitense (New York, n. 1930 - Roxbury, † 2021)
- Stephen Storace, compositore inglese (Londra, n. 1762 - † 1796)
- Stephen Warbeck, compositore britannico (Southampton, n. 1953)

## Conduttori radiofonici(1)
- Stephen Hill, conduttore radiofonico statunitense

## Cosmologi(1)
- Stephen Hawking, cosmologo, fisico e astrofisico britannico (Oxford, n. 1942 - Cambridge, † 2018)

## Critici letterari(1)
- Stephen Greenblatt, critico letterario, scrittore e storico statunitense (Boston, n. 1943)

## Danzatori(1)
- Stephen Boss, ballerino, conduttore televisivo e attore statunitense (Montgomery, n. 1982 - Los Angeles, † 2022)

## Diplomatici(2)
- Stephen Gaselee, diplomatico, scrittore e bibliotecario britannico (Brunswick Gardens, n. 1882 - † 1943)
- Stephen Edward Smith, diplomatico statunitense (New York, n. 1927 - Manhattan, † 1990)

## Direttori della fotografia(2)
- Stephen H. Burum, direttore della fotografia statunitense (Visalia, n. 1939)
- Stephen Goldblatt, direttore della fotografia britannico (Johannesburg, n. 1945)

## Dirigenti d'azienda(4)
- Steve Bannon, dirigente d'azienda statunitense (Norfolk, n. 1953)
- Stephen Bungay, dirigente d'azienda, storico e scrittore britannico (n. 1954)
- Stephen Elop, dirigente d'azienda canadese (Ancaster, n. 1963)
- Stephen McIntyre, dirigente d'azienda canadese (n. 1947)

## Dirigenti sportivi(3)
- Steve Bauer, dirigente sportivo, ex ciclista su strada e pistard canadese (St. Catharines, n. 1959)
- Steve Nash, dirigente sportivo, ex cestista e allenatore di pallacanestro canadese (Johannesburg, n. 1974)
- Steve Yzerman, dirigente sportivo e ex hockeista su ghiaccio canadese (Cranbrook, n. 1965)

## Disegnatori(2)
- Stephen Hillenburg, disegnatore e biologo statunitense (Lawton, n. 1961 - San Marino, † 2018)
- Stephen Silver, disegnatore e character designer inglese (Londra, n. 1972)

## Doppiatori(2)
- Stephen Kearin, doppiatore e attore statunitense (n. 1962)
- Steve Mackall, doppiatore e scrittore canadese (Toronto, n. 1959)

## Drammaturghi(3)
- Stephen Adly Guirgis, drammaturgo, sceneggiatore e attore statunitense (New York, n. 1965)
- Stephen Karam, drammaturgo e sceneggiatore statunitense (Scranton, n. 1980)
- Stephen Sinclair, commediografo, sceneggiatore e scrittore neozelandese

## Educatori(1)
- Stephen Covey, educatore e scrittore statunitense (Salt Lake City, n. 1932 - Idaho Falls, † 2012)

## Esoteristi(1)
- Stephen McNallen, esoterista statunitense (Breckenridge, n. 1948)

## Filologi(1)
- Stephen Hansen Stephanius, filologo e storico danese (Copenaghen, n. 1599 - † 1650)

## Filosofi(4)
- Stephen Pearl Andrews, filosofo e linguista statunitense (Templeton, n. 1812 - New York, † 1886)
- Stephen Hicks, filosofo canadese (Toronto, n. 1960)
- Stephen C. Meyer, filosofo statunitense (Spokane, n. 1958)
- Stephen Toulmin, filosofo britannico (Londra, n. 1922 - Los Angeles, † 2009)

## Fisici(4)
- Stephen Brunauer, fisico e chimico ungherese (Budapest, n. 1903 - Potsdam, † 1986)
- Stephen Butterworth, fisico britannico (Rochdale, n. 1885 - Cowes, † 1958)
- Stephen Hsu, fisico, imprenditore e genetista statunitense (Ames, n. 1966)
- Stephen Wolfram, fisico e matematico britannico (Londra, n. 1959)

## Fotografi(1)
- Stephen Shore, fotografo statunitense (New York, n. 1947)

## Fumettisti(3)
- Stephen Bissette, fumettista e editore statunitense
- Steve Ditko, fumettista statunitense (Johnstown, n. 1927 - New York, † 2018)
- Steve Gerber, fumettista statunitense (Saint Louis, n. 1947 - Las Vegas, † 2008)

## Funzionari(1)
- Stephen Miller, funzionario statunitense (Santa Monica, n. 1985)

## Generali(2)
- Stephen Watts Kearny, generale statunitense (Newark, n. 1794 - Saint Louis, † 1848)
- Stephen Lee, generale statunitense (Charleston, n. 1833 - Vicksburg, † 1908)

## Giavellottisti(2)
- Steve Backley, ex giavellottista britannico (Sidcup, n. 1969)
- Steve Seymour, giavellottista statunitense (New York, n. 1920 - Los Angeles, † 1973)

## Ginnasti(1)
- Stephen Nedoroscik, ginnasta statunitense (Worcester, n. 1998)

## Giocatori di baseball(3)
- Stephen Fife, giocatore di baseball statunitense (Boise, n. 1986)
- Steve Sax, ex giocatore di baseball statunitense (West Sacramento, n. 1960)
- Stephen Strasburg, giocatore di baseball statunitense (San Diego, n. 1988)

## Giocatori di calcio a 5(1)
- Stephen Duval, ex giocatore di calcio a 5 australiano (n. 1969)

## Giocatori di football americano(26)
- Steve Atwater, ex giocatore di football americano statunitense (Chicago, n. 1966)
- Steve Beuerlein, ex giocatore di football americano statunitense (Hollywood, n. 1965)
- Stephen Burton, ex giocatore di football americano statunitense (Lakewood, n. 1989)
- Steve Dils, ex giocatore di football americano statunitense (Seattle, n. 1955)
- Steve Fuller, ex giocatore di football americano statunitense (Enid, n. 1957)
- Steve Furness, giocatore di football americano statunitense (Providence, n. 1950 - Pittsburgh, † 2000)
- Stephen Gostkowski, ex giocatore di football americano statunitense (Baton Rouge, n. 1984)
- Steve Gregory, ex giocatore di football americano e allenatore di football americano statunitense (Brooklyn, n. 1983)
- Stephen Hauschka, ex giocatore di football americano statunitense (Needham, n. 1985)
- Stephen Hill, giocatore di football americano statunitense (Tucker, n. 1991)
- Stephen McGee, giocatore di football americano statunitense (Round Rock, n. 1985)
- Steve McLendon, giocatore di football americano statunitense (Ozark, n. 1986)
- Steve McNair, giocatore di football americano statunitense (Mount Olive, n. 1973 - Nashville, † 2009)
- Stephen Morris, giocatore di football americano statunitense (Miami, n. 1992)
- Stephen Paea, giocatore di football americano neozelandese (Auckland, n. 1988)
- Steve Pisarkiewicz, ex giocatore di football americano statunitense (Florissant, n. 1953)
- Stephen Schilling, ex giocatore di football americano statunitense (Bellevue, n. 1988)
- Steve Spurrier, ex giocatore di football americano e allenatore di football americano statunitense (Miami Beach, n. 1945)
- Nathan Stupar, giocatore di football americano statunitense (State College, n. 1988)
- Stephen Sullivan, giocatore di football americano statunitense (Donaldsonville, n. 1996)
- Stephen Tulloch, ex giocatore di football americano statunitense (Miami, n. 1985)
- Steve Van Buren, giocatore di football americano statunitense (La Ceiba, n. 1920 - Lancaster, † 2012)
- Steve Walsh, ex giocatore di football americano statunitense (St. Paul, n. 1966)
- Stephen Williams, giocatore di football americano statunitense (Houston, n. 1986)
- Steve Wright, giocatore di football americano statunitense (Louisville, n. 1942 - Augusta, † 2025)
- Stephen Yepmo, giocatore di football americano francese

## Giocatori di poker(1)
- Steve Zolotow, giocatore di poker statunitense (New York, n. 1945)

## Giocatori di snooker(2)
- Stephen Hendry, giocatore di snooker scozzese (South Queensferry, n. 1969)
- Stephen Maguire, giocatore di snooker scozzese (Glasgow, n. 1981)

## Giornalisti(4)
- Stephen Doig, giornalista statunitense
- Stephen Fried, giornalista e saggista statunitense (Harrisburg, n. 1958)
- Stephen Glass, giornalista statunitense (n. 1972)
- Stephen Kinzer, giornalista e scrittore statunitense (n. 1951)

## Giuristi(1)
- Stephen Waddams, giurista e insegnante inglese (Woking, n. 1942 - Toronto, † 2023)

## Golfisti(1)
- Steve Pate, golfista statunitense (Ventura, n. 1961)

## Hockeisti su ghiaccio(5)
- Steve Atkinson, hockeista su ghiaccio canadese (Toronto, n. 1948 - Niagara Falls, † 2003)
- Stephen Gionta, ex hockeista su ghiaccio statunitense (Rochester, n. 1983)
- Steve Rexe, hockeista su ghiaccio canadese (Peterborough, n. 1947 - Belleville, † 2013)
- Steve Shutt, ex hockeista su ghiaccio canadese (Toronto, n. 1952)
- Steve Thomas, ex hockeista su ghiaccio canadese (Stockport, n. 1963)

## Illustratori(1)
- Stephen David Nash, illustratore e fotografo inglese (Clacton-on-Sea, n. 1954)

## Informatici(5)
- Stephen Bourne, informatico britannico (n. 1944)
- Stephen Cook, informatico e matematico statunitense (Buffalo, n. 1939)
- Steve Crocker, informatico statunitense (n. 1944)
- Stephen C. Johnson, informatico statunitense (n. 1944)
- Steve Wozniak, informatico e inventore statunitense (San Jose, n. 1950)

## Ingegneri(3)
- Stephen Harriman Long, ingegnere, esploratore e militare statunitense (Hopkinton, n. 1784 - Alton, † 1864)
- Stephen O. Rice, ingegnere e statistico statunitense (Shedds, n. 1907 - La Jolla, † 1986)
- Stephen Timoshenko, ingegnere e matematico statunitense (Špotivka, n. 1878 - Wuppertal, † 1972)

## Insegnanti(1)
- Stephen L. Harris, docente e biblista statunitense (Aberdeen, n. 1937 - Sacramento, † 2019)

## Inventori(1)
- Stephen Wilcox, inventore e imprenditore statunitense (Westerly, n. 1830 - † 1893)

## Linguisti(5)
- Pit Corder, linguista britannico (York, n. 1918 - Allerdale, † 1990)
- Stephen Krashen, linguista e attivista statunitense (Chicago, n. 1941)
- Stephen Neale, linguista britannico (n. 1958)
- Stephen Ullmann, linguista e filologo ungherese (Budapest, n. 1914 - Oxford, † 1976)
- Stephen Wurm, linguista australiano (Budapest, n. 1922 - Canberra, † 2001)

## Mafiosi(3)
- Stephen Armone, mafioso italiano (Palermo, n. 1899 - New York, † 1960)
- Stephen Flemmi, mafioso statunitense (Roxbury, n. 1935)
- Stephen Grammauta, mafioso statunitense (New York, n. 1916 - † 2016)

## Magistrati(1)
- Stephen Breyer, magistrato statunitense (San Francisco, n. 1938)

## Maratoneti(4)
- Stephen Kiprotich, maratoneta e mezzofondista ugandese (Kapchorwa, n. 1989)
- Stephen Chemlany, ex maratoneta keniota (Kapsokwony, n. 1982)
- Stephen Langat, ex maratoneta keniota (n. 1962)
- Steve Moneghetti, ex maratoneta e mezzofondista australiano (Ballarat, n. 1962)

## Matematici(3)
- Stephen Fulling, matematico e fisico statunitense (Evansville, n. 1945)
- Stephen Kleene, matematico statunitense (Hartford, n. 1909 - Madison, † 1994)
- Stephen Smale, matematico e attivista statunitense (Flint, n. 1930)

## Medici(2)
- Stephen Bolsin, medico inglese (n. 1952)
- Stephen Ward, medico e disegnatore britannico (Lemsford, n. 1912 - Londra, † 1963)

## Mezzofondisti(6)
- Stephen Arita, mezzofondista e maratoneta keniota (n. 1988)
- Steve Binns, ex mezzofondista britannico (Keighley, n. 1960)
- Steve Cram, ex mezzofondista britannico (Gateshead, n. 1960)
- Stephen Kipkorir, mezzofondista keniota (n. 1970 - † 2008)
- Stephen Mayaka, ex mezzofondista keniota (n. 1972)
- Steve Ovett, ex mezzofondista britannico (Brighton, n. 1955)

## Militari(2)
- Stephen Heard, militare statunitense (Contea di Hanover, n. 1740 - Heardmont, † 1815)
- Stephen Rochefontaine, militare statunitense (Ay, n. 1755 - New York, † 1814)

## Montatori(2)
- Stephen Mirrione, montatore statunitense (Contea di Santa Clara, n. 1969)
- Stephen E. Rivkin, montatore statunitense (Minneapolis, n. 1956)

## Musicisti(10)
- Steve Allen, musicista, attore e personaggio televisivo statunitense (New York, n. 1921 - Los Angeles, † 2000)
- Bibio, musicista e produttore discografico inglese (n. 1978)
- Stephen Devassy, musicista indiano (Palakkad, n. 1981)
- Dogbowl, musicista e scrittore statunitense
- Steve Gibb, musicista, compositore e cantante britannico (Londra, n. 1973)
- Hans Liberg, musicista e cabarettista olandese (Amsterdam, n. 1954)
- Stephen Lipson, musicista, paroliere e produttore discografico statunitense (n. 1954)
- Steve Marriott, musicista e cantante britannico (Londra, n. 1947 - Arkesden, † 1991)
- Stephen Morris, musicista britannico (Macclesfield, n. 1957)
- Stephen O'Malley, musicista statunitense (n. 1974)

## Musicologi(1)
- Stephen Thomas Erlewine, musicologo e critico musicale statunitense (Ann Arbor, n. 1973)

## Naturalisti(2)
- Steve Backshall, naturalista e conduttore televisivo inglese (Surrey, n. 1973)
- Steve Irwin, naturalista, personaggio televisivo e divulgatore scientifico australiano (Melbourne, n. 1962 - Batt Reef, † 2006)

## Nobili(2)
- Stephen Fox, II barone Holland, nobile inglese (n. 1745 - † 1774)
- Stephen Fox-Strangways, I conte di Ilchester, nobile e politico inglese (n. 1704 - † 1776)

## Numismatici(1)
- Stephen Leake, numismatico, genealogista e araldista britannico (n. 1702 - Mile End, † 1773)

## Nuotatori(9)
- Stephen Badger, ex nuotatore australiano (Sydney, n. 1956)
- Steve Clark, ex nuotatore statunitense (n. 1943)
- Stephen Clarke, ex nuotatore canadese (Sutton Coldfield, n. 1973)
- Stephen Holland, ex nuotatore australiano (n. 1958)
- Steve Lundquist, ex nuotatore statunitense (Atlanta, n. 1961)
- Stephen Milne, ex nuotatore britannico (Inverness, n. 1994)
- Stephen Parry, ex nuotatore britannico (Liverpool, n. 1977)
- Stephen Pickell, ex nuotatore canadese (Vancouver, n. 1957)
- Stephen Rerych, ex nuotatore statunitense (Filadelfia, n. 1946)

## Organisti(1)
- Stephen Cleobury, organista e direttore di coro inglese (Bromley, n. 1948 - York, † 2019)

## Ostacolisti(1)
- Steve Anderson, ostacolista statunitense (n. 1906 - † 1988)

## Pallavolisti(1)
- Stephen Maar, pallavolista canadese (Aurora, n. 1994)

## Parolieri(2)
- Stephen Schwartz, paroliere e compositore statunitense (New York, n. 1948)
- Stephen Kalinich, paroliere, poeta e pittore statunitense (Endicott, n. 1942)

## Pesisti(1)
- Stephen Mozia, pesista nigeriano (n. 1993)

## Pianisti(3)
- Stephen Hough, pianista e compositore inglese (Heswall, n. 1961)
- Stephen Kovacevich, pianista e direttore d'orchestra statunitense (San Pedro, n. 1940)
- Stephen Schlaks, pianista, compositore e produttore discografico statunitense (New York, n. 1948)

## Piloti automobilistici(1)
- Stephen South, ex pilota automobilistico britannico (Harrow, n. 1952)

## Piloti motociclistici(1)
- Robert Dunlop, pilota motociclistico britannico (Ballymoney, n. 1960 - Mather’s Cross, † 2008)

## Pistard(2)
- Stephen McGlede, ex pistard australiano (n. 1969)
- Stephen Wooldridge, pistard australiano (Sydney, n. 1977 - † 2017)

## Pittori(1)
- Stephen Reid, pittore e illustratore britannico (Aberdeen, n. 1873 - Hampstead, † 1948)

## Poeti(4)
- Stephen Vincent Benét, poeta e scrittore statunitense (Bethlehem, n. 1898 - New York, † 1943)
- Stephen Dunn, poeta statunitense (New York, n. 1939 - Frostburg, † 2021)
- Stephen Phillips, poeta e drammaturgo inglese (Somertown, n. 1864 - Deal, † 1915)
- Stephen Spender, poeta e saggista inglese (Londra, n. 1909 - Londra, † 1995)

## Polistrumentisti(1)
- Thundercat, polistrumentista e cantante statunitense (Los Angeles, n. 1984)

## Politici(35)
- Stephen Allen, politico statunitense (n. 1767 - † 1852)
- Stephen Fuller Austin, politico, militare e patriota statunitense (Austinville, n. 1793 - West Columbia, † 1836)
- Steve Austria, politico statunitense (Cincinnati, n. 1958)
- Stephen Barclay, politico e avvocato britannico (Lytham St Annes, n. 1972)
- Stephen Bayard, politico statunitense (New York, n. 1700 - Contea di Bergen, † 1757)
- Stephen Allen Benson, politico liberiano (Cambridge, n. 1816 - Contea di Grand Bassa, † 1865)
- Don Black, politico statunitense (Athens, n. 1953)
- Steve Bullock, politico statunitense (Missoula, n. 1966)
- Stephen Fowler Chadwick, politico statunitense (Middletown, n. 1825 - Salem, † 1895)
- Stephen Clark Foster, politico statunitense (Machias, n. 1820 - † 1898)
- Grover Cleveland, politico statunitense (Caldwell, n. 1837 - Princeton, † 1908)
- Steve Cohen, politico statunitense (Memphis, n. 1949)
- Steve Cowper, politico statunitense (Petersburg, n. 1938)
- Stephen A. Douglas, politico statunitense (Brandon, n. 1813 - Chicago, † 1861)
- Stephen Benton Elkins, politico statunitense (New Lexington, n. 1841 - Washington, † 1911)
- Stephen Fincher, politico statunitense (Memphis, n. 1973)
- Stephen Fox, politico inglese (n. 1627 - † 1716)
- Stephen Gethins, politico britannico (Glasgow, n. 1976)
- Stephen Harper, politico canadese (Toronto, n. 1959)
- Stephen Hughes, politico britannico (Sunderland, n. 1952)
- Stephen Kerr, politico britannico (Dundee, n. 1960)
- Stephen Kinnock, politico britannico (Tredegar, n. 1970)
- Steve Knight, politico statunitense (Edwards Air Force Base, n. 1966)
- Stephen Lynch, politico statunitense (Boston, n. 1955)
- Stephen Russell Mallory, politico statunitense (Trinidad, n. 1813 - Pensacola, † 1873)
- Stephen Miller, politico statunitense (Carroll Township, n. 1816 - Worthington, † 1881)
- Stephen Milligan, politico e giornalista britannico (Godalming, n. 1948 - Hammersmith e Fulham, † 1994)
- Stephen Palfrey Webb, politico statunitense (Salem, n. 1804 - Salem, † 1879)
- Stephen Randall Harris, politico statunitense (Poughkeepsie, n. 1802 - San Francisco, † 1879)
- Tommy Robinson, politico e criminale britannico (Luton, n. 1982)
- Steve Scalise, politico statunitense (New Orleans, n. 1965)
- Steve Sisolak, politico e imprenditore statunitense (Milwaukee, n. 1953)
- Steve Stivers, politico e generale statunitense (Ripley, n. 1965)
- Steve Tshwete, politico sudafricano (Springs, n. 1938 - † 2002)
- Steve Womack, politico statunitense (Russellville, n. 1957)

## Politologi(1)
- Stephen Walt, politologo statunitense (Los Alamos, n. 1955)

## Poliziotti(1)
- Stephen Murphy, poliziotto statunitense (Tennessee, n. 1957)

## Procuratori sportivi(1)
- Stephen Makinwa, procuratore sportivo e ex calciatore nigeriano (Lagos, n. 1983)

## Produttori discografici(3)
- Stephen Hague, produttore discografico statunitense (Portland, n. 1960)
- Steve Osborne, produttore discografico britannico (Londra, n. 1963)
- Stephen Street, produttore discografico inglese (Londra, n. 1960)

## Produttori televisivi(1)
- Stephen J. Cannell, produttore televisivo, sceneggiatore e produttore cinematografico statunitense (Los Angeles, n. 1941 - Pasadena, † 2010)

## Psicoanalisti(1)
- Stephen Mitchell, psicoanalista statunitense (n. 1946 - † 2000)

## Pugili(1)
- Steve Halaiko, pugile statunitense (Auburn, n. 1908 - † 2001)

## Rapper(1)
- Professor Green, rapper britannico (Hackney, n. 1983)

## Registi(15)
- Stephen Daldry, regista britannico (Dorset, n. 1960)
- Stephen Dwoskin, regista statunitense (Brooklyn, n. 1939 - Londra, † 2012)
- Stephen Frears, regista inglese (Leicester, n. 1941)
- Stephen Gyllenhaal, regista statunitense (Cleveland, n. 1949)
- Stephen Herek, regista statunitense (San Antonio, n. 1958)
- Stephen Hopkins, regista, produttore cinematografico e produttore televisivo australiano (Giamaica, n. 1958)
- Stephen Kay, regista, sceneggiatore e attore neozelandese (Wellington, n. 1963)
- Steve Martino, regista statunitense (Dayton, n. 1959)
- Stephen Norrington, regista e effettista britannico (Londra, n. 1964)
- Stephen e Timothy Quay, regista statunitense (Norristown, n. 1947)
- Stephen Roberts, regista e sceneggiatore statunitense (Summersville, n. 1895 - Los Angeles, † 1936)
- Steve Sabol, regista statunitense (Moorestown, n. 1942 - Moorestown, † 2012)
- Stephen Sommers, regista, sceneggiatore e produttore cinematografico statunitense (Dayton, n. 1962)
- Stephen Verona, regista e sceneggiatore statunitense (Springfield, n. 1940 - Los Angeles, † 2019)
- Stephen Williams, regista, produttore cinematografico e sceneggiatore canadese (n. 1978)

## Registi teatrali(1)
- Howard Davies, regista teatrale e regista cinematografico britannico (Durham, n. 1945 - † 2016)

## Rugbisti a 13(1)
- Stephen Myler, rugbista a 13 e rugbista a 15 inglese (Widnes, n. 1984)

## Rugbisti a 15(17)
- Stephen Bachop, ex rugbista a 15 e allenatore di rugby a 15 samoano (Lyttelton, n. 1966)
- Steve Bainbridge, rugbista a 15 britannico (Newcastle upon Tyne, n. 1956)
- Steve Cutler, ex rugbista a 15 e dirigente d'azienda australiano (Sydney, n. 1960)
- Steve Devine, ex rugbista a 15 e dirigente sportivo australiano (Boggabri, n. 1976)
- Stephen Donald, rugbista a 15 neozelandese (Auckland, n. 1983)
- Stephen Ferris, ex rugbista a 15 irlandese (Portadown, n. 1985)
- Martin Haag, rugbista a 15 e allenatore di rugby a 15 inglese (Chelmsford, n. 1965)
- Leigh Halfpenny, rugbista a 15 britannico (Swansea, n. 1988)
- Steve Hansen, ex rugbista a 15 e allenatore di rugby a 15 neozelandese (Dunedin, n. 1959)
- Stephen Hoiles, rugbista a 15 australiano (Sydney, n. 1981)
- Steve James, ex rugbista a 15 e allenatore di rugby a 15 australiano (Sydney, n. 1960)
- Stephen Jones, ex rugbista a 15 e allenatore di rugby a 15 britannico (Aberystwyth, n. 1977)
- Stephen Larkham, ex rugbista a 15 e allenatore di rugby a 15 australiano (Canberra, n. 1974)
- Stephen Moore, rugbista a 15 australiano (al-Khamis, n. 1983)
- Stephen Nicol, rugbista a 15 italiano (Irvine, n. 1983)
- Steve Ojomoh, ex rugbista a 15 britannico (Benin City, n. 1970)
- Stephen Varney, rugbista a 15 italiano (Carmarthen, n. 2001)

## Saltatori con gli sci(1)
- Steve Collins, ex saltatore con gli sci canadese (Thunder Bay, n. 1964)

## Sceneggiatori(6)
- Russell T Davies, sceneggiatore e produttore televisivo britannico (Swansea, n. 1963)
- Stephen Gaghan, sceneggiatore e regista statunitense (Louisville, n. 1965)
- Stephen Merchant, sceneggiatore, regista e attore britannico (Bristol, n. 1974)
- Stephen J. Rivele, sceneggiatore statunitense (Filadelfia, n. 1949 - Pasadena, † 2024)
- Steve Shagan, sceneggiatore, romanziere e produttore cinematografico statunitense (New York, n. 1927 - Los Angeles, † 2015)
- Stephen Susco, sceneggiatore, produttore cinematografico e regista statunitense (Filadelfia, n. 1972)

## Scenografi(3)
- Stephen Altman, scenografo statunitense (Kansas City, n. 1956)
- Stephen Goosson, scenografo statunitense (Grand Rapids, n. 1889 - Woodland Hills, † 1973)
- Stephen B. Grimes, scenografo statunitense (Weybridge, n. 1927 - Positano, † 1988)

## Schermidori(4)
- Stephen Angers, ex schermidore canadese (Montréal, n. 1965)
- Stephen Kaplan, ex schermidore statunitense (New York, n. 1949)
- Stephen Netburn, ex schermidore statunitense (New York, n. 1943)
- Stephen Trevor, ex schermidore statunitense (Cleveland, n. 1963)

## Sciatori alpini(3)
- Steve Hegg, ex sciatore alpino, ex pistard e ciclista su strada statunitense (Dana Point, n. 1963)
- Steve Lathrop, ex sciatore alpino statunitense (n. 1950)
- Steve Podborski, ex sciatore alpino canadese (Toronto, n. 1957)

## Scienziati(1)
- Stephen Gray, scienziato britannico (Canterbury, n. 1666 - Londra, † 1736)

## Scrittori(17)
- Stephen Amidon, scrittore e sceneggiatore statunitense (Chicago, n. 1959)
- Stephen Arroyo, scrittore e astrologo statunitense (Kansas City, n. 1946)
- Stephen Batchelor, scrittore britannico (Dundee, n. 1953)
- Stephen Booth, scrittore britannico (Burnley, n. 1952)
- Stephen Chbosky, scrittore, regista e sceneggiatore statunitense (Pittsburgh, n. 1970)
- Stephen Crane, scrittore, giornalista e poeta statunitense (Newark, n. 1871 - Badenweiler, † 1900)
- Stephen Frey, scrittore statunitense
- Stephen Gilbert, scrittore irlandese (Newcastle, n. 1912 - Whitehead, † 2010)
- Stephen Graham Jones, scrittore statunitense (Midland, n. 1972)
- Stephen Holden, scrittore, critico musicale e critico cinematografico statunitense (n. 1941)
- Stephen Hunter, scrittore, giornalista e critico cinematografico statunitense (Kansas City, n. 1946)
- Stephen Kaplan, scrittore e conduttore radiofonico statunitense (New York, n. 1940 - New York, † 1995)
- Stephen King, scrittore e sceneggiatore statunitense (Portland, n. 1947)
- Stephen Leather, scrittore britannico (Manchester, n. 1956)
- Stephen Markley, scrittore e giornalista statunitense (Mount Vernon, n. 1983)
- Stephen Sansweet, scrittore statunitense (Filadelfia, n. 1945)
- Stephen Vizinczey, scrittore ungherese (Káloz, n. 1933 - † 2021)

## Scrittori di fantascienza(2)
- Stephen Baxter, autore di fantascienza britannico (Liverpool, n. 1957)
- Stephen R. Donaldson, scrittore di fantascienza statunitense (Cleveland, n. 1947)

## Scultori(2)
- Stephen Antonakos, scultore greco (Agios Nikolaos, n. 1926 - New York City, † 2013)
- Stefan Subic, scultore e pittore austro-ungarico (Hotovlja, n. 1820 - Poljane nad Skofja Loka, † 1884)

## Storici(5)
- Stephen Ambrose, storico statunitense (Decatur, n. 1936 - Bay St. Louis, † 2002)
- Stephen Bonsal, storico e giornalista statunitense (Baltimora, n. 1865 - † 1951)
- Stephen F. Cohen, storico, politologo e saggista statunitense (Indianapolis, n. 1938 - New York, † 2020)
- Stephen Christopher Rowell, storico e traduttore britannico (Leicester, n. 1964)
- Stephen Turnbull, storico e scrittore britannico (n. 1948)

## Taekwondoka(1)
- Stephen Lambdin, taekwondoka statunitense (Rockwall, n. 1988)

## Tastieristi(2)
- Morgan Fisher, tastierista e compositore britannico (Mayfair, n. 1950)
- Madonna Wayne Gacy, tastierista statunitense (Fort Lauderdale, n. 1964)

## Tennisti(1)
- Stephen Noteboom, ex tennista olandese (Geldrop-Mierlo, n. 1969)

## Tenori(1)
- Stephen Costello, tenore statunitense (Filadelfia, n. 1981)

## Teologi(2)
- Stephen Charnock, teologo e predicatore inglese (Londra, n. 1628 - † 1680)
- Stephen Neill, teologo e biblista britannico (Edimburgo, n. 1900 - Oxford, † 1984)

## Triatleti(1)
- Stephen Foster, ex triatleta australiano (Seaford, n. 1970)

## Trombettisti(1)
- Stephen Bradley, trombettista, tastierista e cantante statunitense (Richmond, n. 1972)

## Trombonisti(1)
- Steve Turre, trombonista e compositore statunitense (Omaha, n. 1948)

## Velisti(1)
- Stephen Calder, ex velista canadese (Detroit, n. 1957)

## Velocisti(2)
- Stephen Awuah Baffour, velocista italiano (Genzano di Roma, n. 2003)
- Stephen Newbold, velocista bahamense (n. 1994)

## Vescovi cattolici(5)
- Stephen Jay Berg, vescovo cattolico statunitense (Miles City, n. 1951)
- Stephen Gardiner, vescovo cattolico e politico britannico (Bury St Edmunds - Londra, † 1555)
- Stephen Lee, vescovo cattolico cinese (Hong Kong, n. 1956)
- Stephen Marmion Lowe, vescovo cattolico neozelandese (Hokitika, n. 1962)
- Stephen Douglas Parkes, vescovo cattolico statunitense (Mineola, n. 1965)

## Wrestler(5)
- Steve Maclin, wrestler statunitense (Rutherford, n. 1987)
- Steve Keirn, ex wrestler statunitense (Tampa, n. 1951)
- Steve McMichael, wrestler, giocatore di football americano e allenatore di football americano statunitense (Houston, n. 1957 - Joliet, † 2025)
- Adam Page, wrestler statunitense (Halifax, n. 1991)
- Sheamus, wrestler irlandese (Dublino, n. 1978)

## Senza attività specificata(5)
- Steve Borthwick, allenatore di rugby a 15 e rugbista a 15 inglese (Carlisle, n. 1979)
- Stephen Christmas, inglese (Londra, n. 1947 - † 1993)
- Stephen Flowers, statunitense (Bonham, n. 1953)
- Stephen James, effettista canadese
- Stephen Jefferies, ex ballerino e direttore artistico britannico (Rinteln, n. 1951)